# Anna Felzmann
Anna Felzmann (* 18. Januar 1992 in Zweibrücken/Rheinland-Pfalz) ist eine deutsche Leichtathletin, die sich auf den Stabhochsprung spezialisiert hat und ursprünglich Geräteturnerin war. 

## Berufsweg
Felzmann legte ihr Abitur am Hofenfels-Gymnasium in Zweibrücken ab und studiert Lehramt für Gymnasien und Gesamtschulen mit Sport, Französisch und Deutsch. Ihr Traumberuf ist Lehrerin an einem deutsch-französischen Sportgymnasium an der Côte d’Azur.

## Sportliche Karriere
Felzmann begann 2000 mit dem Geräteturnen. 2003 begeisterte sie sich für den Stabhochsprung, betrieb zunächst beide Sportarten nebeneinander, bis sie sich 2005 endgültig für den Stabhochsprung entschied, den sie seit ca. 2011 mit verstärktem Engagement verfolgt.
Im Mai 2013 wurde Felzmann Deutsche Hochschul-Vizemeisterin mit persönlicher Bestleistung von 4,30 m. Damit hatte sie die Norm für die Universiade in Kazan als auch für die U23-Europameisterschaften in Tampere erfüllt, die jedoch zeitgleich im Juli stattfanden. Felzmanns erster Start im Nationaltrikot war bei den U23-Europameisterschaften, wo sie den 7. Platz belegte.
2014 wurde sie Deutsche U23-Meisterin.
2015 kam Felzmann auf den 7. Platz bei den Deutschen Meisterschaften.
2016 wurde sie Deutsche Hallen-Hochschulmeisterin. Ab Mitte des Jahres plagte Felzmann ein Knochenmarködem, und sie hatte noch in der Saison 2017 nicht zu ihrer alten Form zurückgefunden.
Felzmann gehörte bis 2016 zum B-Kader des Deutschen Leichtathletik-Verbandes (DLV).

## Vereinszugehörigkeiten
Anna Felzmann startet seit 6. Januar 2005 für das LAZ Zweibrücken, zuvor war sie bei der Vereinigten Turnerschaft Contwig (VTC).

## Trivia
Ihre jüngere Schwester Johanna ist ebenfalls Turnerin und konkurrierte im Stabhochsprung.

## Bestwerte
Leistungsentwicklung
| Jahr | Halle  | Freiluft |
| ---- | ------ | -------- |
| 2005 |        | 3,00 m   |
| 2006 |        | 3,10 m   |
| 2007 |        | 3,10 m   |
| 2008 |        | 3,50 m   |
| 2009 | 3,60 m | 3,80 m   |
| 2010 | 3,50 m | 3,60 m   |
| 2011 | 3,80 m | 3,90 m   |
| 2012 | 3,90 m | 4,00 m   |
| 2013 | 4,01 m | 4,30 m   |
| 2014 | 4,30 m | 4,30 m   |
| 2015 | 0-     | 4,40 m   |
| 2016 | 4,31 m | 4,22 m   |
| 2017 | 0-     | 3,50 m   |
| 2018 |        |          |

Bestleistungen
Halle4,31 m (Leipzig, Deutsche Hallenmeisterschaften, 27. Februar 2016)
Freiluft4,40 m (Leverkusen, Integratives Sportfest, 5. Juni 2015)

## Erfolge
national
- 2011: 10. Platz Deutsche U23-Meisterschaften
- 2012: 5. Platz Deutsche Hochschul-Hallenmeisterschaften
- 2012: 3. Platz Deutsche Hochschul-Meisterschaften
- 2012: 8. Platz Deutsche U23-Meisterschaften
- 2013: Deutsche Hochschul-Vizemeisterin
- 2013: 5. Platz Deutsche Hochschul-Hallenmeisterschaften
- 2013: 8. Platz Deutsche Meisterschaften
- 2013: 4. Platz Deutsche U23-Meisterschaften
- 2014: 11. Platz Deutsche Hallenmeisterschaften
- 2014: 4. Platz Deutsche Meisterschaften
- 2014: Deutsche U23-Meisterin
- 2015: 3. Platz Deutsche Hochschul-Meisterschaften
- 2015: 7. Platz Deutsche Meisterschaften
- 2016: Deutsche Hochschul-Hallenmeisterin

international
- 2013: 7. Platz U23-Europameisterschaften
- 2015: 7. Platz Sommer-Universiade